# Česká pojišťovna Cup 2000
Česká pojišťovna Cup 2000 byl hokejový turnaj odehraný od 31. srpna do 3. září 2000 ve Zlíně.

## Výsledky a tabulka
|    |         | FIN    | SWE     | RUS    | CZE    | V | R | P | Skóre | B |
| 1. | Finsko  | Finsko | 4:2     | 4:3 SN | 1:2 PP | 2 | 1 | 0 | 9:7   | 5 |
| 2. | Švédsko | 2:4    | Švédsko | 3:2 SN | 3:2    | 2 | 0 | 1 | 8:8   | 4 |
| 3. | Rusko   | 3:4 SN | 2:3 SN  | Rusko  | 2:1    | 1 | 2 | 0 | 7:8   | 4 |
| 4. | Česko   | 2:1 PP | 2:3     | 1:2    | Česko  | 1 | 0 | 2 | 5:6   | 2 |

| Tým 1   | Výsledek                 | Tým 2   | Zpráva |
| ------- | ------------------------ | ------- | ------ |
| Rusko   | 3:4 SN (1:0,1:3,1:0,0:0  | Finsko  | Zpráva |
| Česko   | 2:3 (1:0,0:2,1:1)        | Švédsko | Zpráva |
| Finsko  | 4:2 (2:1,1:0,1:1)        | Švédsko | Zpráva |
| Rusko   | 2:1 (0:1,2:0,0:0)        | Česko   | Zpráva |
| Švédsko | 3:2 SN (0:0,1:1,1:1,0:0) | Rusko   | Zpráva |
| Česko   | 2:1 PP (1:1,0:0,0:0,1:0) | Finsko  | Zpráva |